# Енергетика України
| Диспонування України енергетичними ресурсами        | Диспонування України енергетичними ресурсами |
| Демографічна інформація                             | Демографічна інформація                      |
| --------------------------------------------------- | -------------------------------------------- |
| Населення, млн (2009)                               | 45.7                                         |
| Площа, км² (2009)                                   | 603.7                                        |
| Макроекономічна інформація (2008)                   |                                              |
| ВВП, млрд $                                         | 337                                          |
| Реальний приріст ВВП, %                             | 2.1                                          |
| Прямі іноземні інвестиції (нетто), млн $ (2007)     | 9,218                                        |
| Розподіл електроенергії, ГВт (2018)                 |                                              |
| Генерація                                           | 20.5                                         |
| Споживання                                          | 15.21                                        |
| Експорт                                             | не відомо.                                   |
| Імпорт                                              | 0.0                                          |
| Встановлені потужності, ГВт (2019)                  |                                              |
| АЕС                                                 | 13.84                                        |
| ТЕС                                                 | 34.92                                        |
| ГЕС                                                 | 6.05                                         |
| Відновлювальна (СЕС+ВЕС)                            | 3.91                                         |
| Загалом                                             | 58.72                                        |
| Середньодобові генеруючі потужності, ГВт/год (2019) |                                              |
| АЕС                                                 | 11,5                                         |
| ТЕС                                                 | 6                                            |
| ГЕС                                                 | 1,1                                          |
| Газові                                              | 2                                            |
| Відновлювальна (СЕС+ВЕС)                            | 0,7                                          |

Енерге́тика України — сукупність галузей господарства країни, які вивчають і використовують енергетичні ресурси задля вироблення, перетворення, передавання та розподілу енергії.

## Енергетичні ресурси
Україна має значні запаси кам'яного вугілля (Донецький та Львівсько-Волинський басейни) і бурого вугілля (Дніпровський басейн); невеликі родовища нафти і природного газу розташовані в Прикарпатті і на північному сході країни. Ці енергетичні ресурси можуть використовуються на ТЕС, (Вуглегірська, Криворізька, Бурштинська, Змієвська, Курахівська і інші). На Дніпрі побудований каскад ГЕС (Каховська, Дніпровська, Канівська, Київська тощо). В середньому понад 55 % електроенергії в Україні генерують АЕС (Рівненська, Хмельницька, Запорізька, Південноукраїнська). Власні паливні ресурси забезпечують лише 58 % потреб України, інша їх частина, постачалася (здебільшого з Російської Федерації і Туркменістану). 2001 року, структура споживання електроенергії та палива мала вигляд: 135,8 млрд кВт·год. Вугілля та продукти його переробки — 64,2 млн т; природний газ — 65,8 млрд куб.м; нафта і газовий конденсат — 16,9 млн т.
Таблиця  – Споживання паливно-енергетичної сировини галузями господарства України у 2000 р.
| Споживання            | Одиниця вимірювання | Всього | В тому числі, % | В тому числі, %       | В тому числі, % | В тому числі, % | В тому числі, %                 |
| --------------------- | ------------------- | ------ | --------------- | --------------------- | --------------- | --------------- | ------------------------------- |
| Споживання            | Одиниця вимірювання | Всього | промисловість   | сільське господарство | будівництво     | транспорт       | житлово-комунальне господарство |
| Всі види палива       | млн т у.п.          | 176,2  | 73,0            | 2,3                   | 0,6             | 4,2             | 5,8                             |
| У тому числі:         |                     |        |                 |                       |                 |                 |                                 |
| Вугілля               | млн т               | 63,3   | 92,6            | 0,2                   | 0,2             | 0,6             | 0.3                             |
| Вугілля брикет        | тис. т              | 143,4  | 8,8             | 0,1                   | 0,0             | 0,1             | 0,1                             |
| Газ природний         | млрд м³             | 68,4   | 57,8            | 0,4                   | 0,2             | 6,5             | 12,3                            |
| Газ скраплений        | тис. т              | 188,6  | 4,7             | 0,6                   | 0,7             | 4,8             | 16,9                            |
| Нафта і газоконденсат | млн т               | 9,4    | 99,7            | 0,0                   | 0,3             | 0,0             | 0,0                             |
| Торф                  | тис. т              | 416,9  | 96,6            | 0,0                   | 0,0             | 0,0             | 0,0                             |

## Газове видобування
Україна була першою із республік колишнього СРСР,  яка видобувала газ. У Дашаві (Львівська область — ред.) газ почали видобувати ще у 20-х роках минулого століття. Тоді ж було прокладено газопровід Дашава-Дрогобич. Потім, від Дашави через Польщу на Берлін, після війни той газопровід був розібраний, і прокладено газопровід Дашава-Київ, згодом — Дашава–Москва. Ще пізніше через Мінськ було прокладено газопровід до Санкт-Петербурга. Дашава була одним із найбільших газових родовищ у Радянському Союзі. Після Дашави були відкриті інші родовища, всі вони мали запаси не менше 30 мільярдів кубів газу, тобто, вони були досить потужні. Але згодом було відкрито надто потужне родовище Шебелинка (Харківська обл. — ред.). І 1973 року, український видобуток газу сягнув найбільшої позначки у 68 мільярдів кубометрів. Після цього почався спад видобування, і сьогодні (2020-і) Україна видобуває 20-21 мільярд кубометрів.

## Список підприємств
| Назва                          | Тип                  | Розташування                                                  | Потужність, МВт | Дата пуску | Примітка                                                                     |
| ------------------------------ | -------------------- | ------------------------------------------------------------- | --------------- | ---------- | ---------------------------------------------------------------------------- |
| БГУ Ґудвеллі Україна           | Біогазова            | Копанки                                                       | 1,166           | 2014       | Біогазовий завод на свинячій гноївці                                         |
| Білоцерківська ТЕЦ             | Теплоелектроцентраль | Біла Церква                                                   | 120             | 1970       | Паливо: мазут (основне), природний газ                                       |
| Ботієвська ВЕС                 | Вітряна              | Приморський Посад                                             | 199,88          | 2012       |                                                                              |
| Бурштинська ТЕС                | Теплова              | Бурштин                                                       | 2400            | 1969       |                                                                              |
| Вуглегірська ТЕС               | Теплова              | Світлодарськ                                                  | 1200            | 1972       |                                                                              |
| ГТС Алчевського МК             | Теплова              | Алчевськ                                                      | 303             | 2013       | Паливо: коксовий, доменний, конвертерний газ. З 2014 на окупованій території |
| Дарницька ТЕЦ (Київська ТЕЦ-4) | Теплоелектроцентраль | Київ                                                          | 160             | 1954       | Паливо: вугілля (основне), природний газ                                     |
| Дніпровська ГЕС                | Гідравлічна          | Запоріжжя, р. Дніпро                                          | 1569            | 1932       |                                                                              |
| Дніпровська ТЕЦ                | Теплоелектроцентраль | Кам'янське                                                    | 61,6            | 1932       |                                                                              |
| Дністровська ГАЕС              | Гідроакумулююча      | Розкопинці, Дністер                                           | 972             | 2009       |                                                                              |
| Дністровська ГЕС-1             | Гідравлічна          | Новодністровськ, Дністер                                      | 702             | 1981       |                                                                              |
| Дністровська ГЕС-2             | Гідравлічна          | Нагоряни (Могилів-Подільський район), Дністер                 | 40,8            | 1999       |                                                                              |
| Добротвірська ТЕС              | Теплова              | Добротвір                                                     | 500             | 1956       |                                                                              |
| Донузлавська ВЕС               | Вітряна              | Новоозерне                                                    | 17,2            | 1992       | З 2014 на окупованій території                                               |
| Дунайська СЕС                  | Сонячна              | Арциз                                                         | 43,14           | 2012       |                                                                              |
| Запорізька АЕС                 | Атомна               | Енергодар                                                     | 6000            | 1984       |                                                                              |
| Запорізька ТЕС                 | Теплова              | Енергодар                                                     | 1200            | 1973       | Паливо: вугілля, газ                                                         |
| Зміївська ТЕС                  | Теплова              | Слобожанське                                                  | 2175            | 1960       |                                                                              |
| Зуївська ТЕС                   | Теплова              | Зугрес                                                        | 1245            | 1982       | З 2014 на окупованій території                                               |
| Зуївська ТЕЦ                   | Теплоелектроцентраль | Зугрес                                                        | 18              | 1932       |                                                                              |
| Калуська ТЕЦ                   | Теплоелектроцентраль | Калуш                                                         | 80              | 1967       |                                                                              |
| Камиш-Бурунська ТЕЦ            | Теплоелектроцентраль | Керч                                                          | 30              | 1938       | Паливо: природний газ (основне), мазут. З 2014 на окупованій території       |
| Канівська ГЕС                  | Гідравлічна          | Канів, р. Дніпро                                              | 444             | 1972       |                                                                              |
| Каховська ГЕС                  | Гідравлічна          | Нова Каховка, р. Дніпро                                       | 351             | 1955       |                                                                              |
| Київська ГАЕС                  | Гідроакумулююча      | Нові Петрівці, р. Дніпро                                      | 235,5           | 1970       |                                                                              |
| КГУ Глибоцька                  | Біогазова            | Глибоке                                                       | 1,06            | 2013       |                                                                              |
| КГУ Рожівська                  | Біогазова            | Рожівка                                                       | 0,89            | 2014       |                                                                              |
| Київська ГЕС                   | Гідравлічна          | Вишгород, р. Дніпро                                           | 408,5           | 1964       |                                                                              |
| Київська ТЕЦ-5                 | Теплоелектроцентраль | Київ                                                          | 700             | 1971       |                                                                              |
| Київська ТЕЦ-6                 | Теплоелектроцентраль | Київ                                                          | 500             | 1981       |                                                                              |
| Кіровоградська ТЕЦ             | Теплоелектроцентраль | Кропивницький                                                 | 15              | 1930       | Паливо: природний газ                                                        |
| Краматорська ТЕЦ               | Теплоелектроцентраль | Краматорськ                                                   | 120             | 1935       |                                                                              |
| Краснодонська ВЕС              | Вітряна              | Краснодонський район                                          | 25              | 2013       | З 2014 на окупованій території                                               |
| Кременчуцька ГЕС               | Гідравлічна          | Світловодськ, р. Дніпро                                       | 692             | 1959       |                                                                              |
| Кременчуцька ТЕЦ               | Теплоелектроцентраль | Кременчук                                                     | 255             | 1965       |                                                                              |
| Криворізька ТЕС                | Теплова              | Зеленодольськ                                                 | 2820            | 1965       |                                                                              |
| Курахівська ТЕС                | Теплова              | Курахове                                                      | 1487            | 1941       |                                                                              |
| Ладижинська ТЕС                | Теплова              | Ладижин                                                       | 1800            | 1970       |                                                                              |
| Лисичанська ТЕЦ                | Теплоелектроцентраль | Лисичанськ, ЛисСода                                           | 15              | 1930       |                                                                              |
| Луганська ТЕС                  | Теплова              | Щастя (місто)                                                 | 1425            | 1956       |                                                                              |
| Львівська ТЕЦ-1                | Теплоелектроцентраль | Львів                                                         | 20              | 1908       |                                                                              |
| Мірновська ВЕС                 | Вітряна              | Криловка                                                      | 20,8            | 2004       |                                                                              |
| Миколаївська ТЕЦ               | Теплоелектроцентраль | Миколаїв                                                      | 40              | 1902       | Паливо: природний газ (основне), мазут                                       |
| Миронівська ТЕС                | Теплова              | Миронівський                                                  | 275             | 1953       |                                                                              |
| Нікопольська СЕС               | Сонячна              | Старозаводське                                                | 246,15          | 2019       |                                                                              |
| Новоазовська ВЕС               | Вітряна              | Безіменне                                                     | 79,3            | 1998       | З 2014 на окупованій території                                               |
| Новороздільська ТЕЦ            | Теплоелектроцентраль | Новий Розділ                                                  | 44              | 1958       |                                                                              |
| Новояворівська ТЕЦ             | Теплоелектроцентраль | Новояворівськ                                                 | 26              | 2006       |                                                                              |
| Одеська ТЕЦ                    | Теплоелектроцентраль | Одеса                                                         | 68              | 1947       |                                                                              |
| Олександрійська ТЕЦ-3          | Теплоелектроцентраль | Олександрійське                                               | 59,5            | 1957       |                                                                              |
| Останінська ВЕС                | Вітряна              | Зелений Яр                                                    | 25              | 2011       |                                                                              |
| Охтирська ТЕЦ                  | Теплоелектроцентраль | Охтирка                                                       | 12,75           | 1960       | Паливо: природний газ, мазут                                                 |
| Очаківська ВЕС                 | Вітряна              | Дмитрівка                                                     | 37,5            | 2012       |                                                                              |
| Первомайська ТЕЦ               | Теплоелектроцентраль | Первомайський                                                 | 48              | 1972       |                                                                              |
| Південноукраїнська АЕС         | Атомна               | Південноукраїнськ                                             | 3000            | 1982       |                                                                              |
| Очаківська ВЕС                 | Вітряна              | Дмитрівка                                                     | 37,5            | 2012       |                                                                              |
| Покровська СЕС                 | Сонячна              | Покровське                                                    | 323,29          | 2019       |                                                                              |
| Рівненська АЕС                 | Атомна               | Вараш                                                         | 2835            | 1980       |                                                                              |
| Сакська ТЕЦ                    | Теплоелектроцентраль | Саки                                                          | 149,4           | 1955       | Паливо: природний газ. З 2014 на окупованій території                        |
| Севастопольська ТЕЦ            | Теплоелектроцентраль | Севастополь                                                   | 33              | 1937       | З 2014 на окупованій території                                               |
| Середньодніпровська ГЕС        | Гідравлічна          | Кам'янське, р. Дніпро                                         | 352             | 1963       |                                                                              |
| СЕС Богуслав                   | Сонячна              | Богуслав                                                      | 54              | 2020       |                                                                              |
| СЕС Болград Еліос              | Сонячна              | Болград                                                       | 6,16            | 2020       |                                                                              |
| СЕС Болград Солар              | Сонячна              | Болград                                                       | 34,14           | 2013       |                                                                              |
| СЕС Кам'янка                   | Сонячна              | Кам'янка                                                      | 32              | 2020       |                                                                              |
| СЕС «Митяєво»                  | Сонячна              | Митяєве                                                       | 31,6            | 2012       | З 2014 на окупованій території                                               |
| СЕС «Охотникове»               | Сонячна              | Охотникове                                                    | 80              | 2011       | З 2014 на окупованій території                                               |
| СЕС «Перове»                   | Сонячна              | Перове                                                        | 105,56          | 2011       | З 2014 на окупованій території                                               |
| Сєвєродонецька ТЕЦ             | Теплоелектроцентраль | Сєвєродонецьк                                                 | 260             | 1952       |                                                                              |
| Сімферопольська ТЕЦ            | Теплоелектроцентраль | Сімферополь                                                   | 100             | 1958       | З 2014 на окупованій території                                               |
| Слов'янська ТЕС                | Теплова              | Миколаївка                                                    | 880             | 1954       |                                                                              |
| Смілянська ТЕЦ                 | Теплоелектроцентраль | Сміла                                                         | 6               | 1953       | Біопаливо                                                                    |
| Старобешівська ТЕС             | Теплова              | Новий Світ                                                    | 1600            | 1958       | З 2014 на окупованій території                                               |
| Старокозацька СЕС              | Сонячна              | Старокозаче                                                   | 42,95           | 2012       |                                                                              |
| Сумська ТЕЦ                    | Теплоелектроцентраль | Суми                                                          | 40              | 1957       |                                                                              |
| СЕС «Родникове»                | Сонячна              | Родникове                                                     | 7,5             | 2011       | З 2014 на окупованій території                                               |
| Тарханкутська ВЕС              | Вітряна              | Красносільське, Новосільське                                  | 15,5            | 2001       | З 2014 на окупованій території                                               |
| Ташлицька ГАЕС                 | Гідроакумулююча      | Південноукраїнськ, Південний Буг                              | 302             | 2006       |                                                                              |
| Теребле-Ріцька ГЕС             | Гідравлічна          | Хустський район, Теребля та Ріка                              | 27              | 1956       |                                                                              |
| ТЕС Біогазенерго               | Теплова              | Іванків                                                       | 6               | 2016       | Біопаливо.                                                                   |
| ТЕЦ-1 Криворіжсталь            | Теплоелектроцентраль | Кривий Ріг, Криворіжсталь                                     | 50              |            |                                                                              |
| ТЕЦ-1 ММК ім. Ілліча           | Теплоелектроцентраль | Маріуполь, Маріупольський металургійний комбінат імені Ілліча | 37              |            | Паливо: доменний газ                                                         |
| ТЕЦ-2 Криворіжсталь            | Теплоелектроцентраль | Кривий Ріг, Криворіжсталь                                     | 62              |            |                                                                              |
| ТЕЦ-2 ММК ім. Ілліча           | Теплоелектроцентраль | Маріуполь, Маріупольський металургійний комбінат імені Ілліча |                 |            |                                                                              |
| ТЕЦ-3 Криворіжсталь            | Теплоелектроцентраль | Кривий Ріг, Криворіжсталь                                     | 120             |            |                                                                              |
| ТЕЦ АКХЗ                       | Теплоелектроцентраль | Авдіївка, АКХЗ                                                | 90              |            |                                                                              |
| ТЕЦ Азовсталь                  | Теплоелектроцентраль | Маріуполь, Азовсталь                                          | 87              |            | Паливо: доменний газ                                                         |
| ТЕЦ АМК                        | Теплоелектроцентраль | Алчевськ, АМК                                                 | 86              |            | Паливо: доменний, коксовий газ                                               |
| ТЕЦ Запоріжсталь               | Теплоелектроцентраль | Запоріжжя, Запоріжсталь                                       | 35              | 1933       |                                                                              |
| ТЕЦ Євгройл                    | Теплоелектроцентраль | Миколаїв                                                      | 5               | 2017       | Біопаливо.                                                                   |
| ТЕЦ Кіровоградолія             | Теплоелектроцентраль | Кропивницький                                                 | 26,7            | 2009       | Біопаливо                                                                    |
| ТЕЦ Комбінат Каргілл           | Теплоелектроцентраль | Донецьк                                                       | 2               | 2008       | Біопаливо. З 2014 на окупованій території                                    |
| ТЕЦ Свема                      | Теплоелектроцентраль | Шостка, Свема                                                 | 115             | 1956       |                                                                              |
| ТЕЦ ЛИНІК                      | Теплоелектроцентраль | Лисичанськ, НПЗ                                               | 110             | 1976       |                                                                              |
| ТЕЦ Стирол                     | Теплоелектроцентраль | Горлівка, Стирол                                              | 25              | 2007       | З 2014 на окупованій території                                               |
| ТЕЦ шахти ім. Засядька         | Теплоелектроцентраль | Донецьк                                                       | 36,35           | 2007       | З 2014 на окупованій території                                               |
| Трипільська ТЕС                | Теплова              | Українка                                                      | 1800            | 1969       |                                                                              |
| Харківська ТЕЦ-2               | Теплоелектроцентраль | Есхар                                                         | 74              | 1930       |                                                                              |
| Харківська ТЕЦ-3               | Теплоелектроцентраль | Харків                                                        | 62              | 1934       |                                                                              |
| Харківська ТЕЦ-4               | Теплоелектроцентраль | Харків                                                        | 15              | 1931       |                                                                              |
| Харківська ТЕЦ-5               | Теплоелектроцентраль | Подвірки                                                      | 470             | 1979       |                                                                              |
| Херсонська ТЕЦ                 | Теплоелектроцентраль | Херсон                                                        | 80              | 1956       |                                                                              |
| Хмельницька АЕС                | Атомна               | Нетішин                                                       | 2000            | 1987       |                                                                              |
| Черкаська ТЕЦ                  | Теплоелектроцентраль | Черкаси                                                       | 230             | 1961       |                                                                              |
| Чернігівська ТЕЦ               | Теплоелектроцентраль | Чернігів                                                      | 210             | 1964       |                                                                              |

## Електроенергетика
Електроенергетика — базова галузь економіки України. Вона одна з найстарших у країні. Виробництво електроенергії ґрунтується на спалюванні: вугілля, мазуту, природного газу, використанні: атомної енергії, енергії річок, енергії відновних джерел, таких як енергія сонця, вітру, біогазу та біомаси, геотермальної енергії.
27 червня 2019 року «Укренерго» провело перший день торгів на новому ринку електричної енергії, давши таким чином старт його роботі.

## Відновлювана енергетика
2018 року, Україна спільно з Ісландією домовилися розвивати геотермальну енергетику. В Україні також існують значні ресурси геотермальної енергії, потенціал яких потрібно розкривати. У цьому переконані фахівці Національного енергетичного агентства Ісландії, які досліджували цю галузь в Україні. Загалом сторони домовилися налагодити постійний обмін інформацією про потенційні спільні проєкти у геотермальній енергетиці.
За даними ДП «Гарантований покупець» станом на 15 вересня 2020 року, заборгованість «Укренерго» перед ДП з компенсацій «зеленого» тарифу становить 21,8 млрд грн. «Укренерго», зокрема, планувало взяти кредитні кошти у МФО, щоб розрахуватися з боргами перед виробниками електроенергії з ВДЕ, а також знизити навантаження на споживачів шляхом меншого підвищення тарифу компанії на передавання електроенергії. Але Верховна Рада України відхилила урядовий законопроект № 3960 про внесення змін до закону про бюджет на 2020 рік щодо надання за рішенням уряду державних гарантій для міжнародного кредитування проектів в сфері електроенергетики [Архівовано 31 жовтня 2020 у Wayback Machine.].

### Біоенергетика
24 січня 2018 року під час засідання бюро Президії Національної академії аграрних наук України було розглянуто питання наукового забезпечення енергетичної автономізації агропромислового виробництва.

## Теплова енергетика
Основою сучасної теплової енергетики є стаціонарні паротурбінні теплові електростанції, які виробляють переважну частину загальної кількості електричної енергії. Для енергопостачання магістральних газопроводів та покривання пікових навантажень застосовують газотурбінні електростанції. Окрім основних джерел електропостачання — районних конденсаційних електростанцій, діють теплоелектроцентралі й атомні електростанції. Набувають поширення паро-газотурбінні установки, які дають змогу зменшувати (близько 5 %) питому витрату тепла на виробництво електроенергії. Для потужних електростанцій розробляються установки, до складу яких входять магнітогідродинамічні генератори у поєднанні зі звичайними паротурбінними станціями.

## Влив російсько-української війни на енергетику України

### Криза 2014 року
Через війну на сході України скоротилось видобування вугілля на Донбасі, яке використовується на теплоелектростанціях України (так, видобуток за жовтень 2014 року впав порівняно з жовтнем 2013 року на 64,9 % або на 2 108 млн тонн). Український уряд з метою перенаправлення постачань вугілля, зробив закупку вугілля у Південно-Африканській Республіці через британську компанію «Steel Mont Trading Ltd», за ціною 86 доларів тонна, за умовою CIF (корабель з вугіллям в українському порту) з базовою калорійністю 5500 ккал/кг та 20 % передоплатою, що є важливим аргументом на користь цього постачальника, адже інші постачальники вимагали 100 % передплату. Вугілля з ПАР, нижчої якості українського або російського вугілля, але завданням цієї дії, була закупівля вугілля в іншій країні, але не Російській Федерації. В Україні розгорілася суперечка через завищену ціну на неякісне вугілля. Вже з кінця вересня 2014 року на адресу ПАТ «Центренерго» приходили пропозиції від компаній, зареєстрованих на Кіпрі, які пов'язані з російським бізнесом або представниками «Сім'ї Януковича». На думку видання «Тексти.org.ua» ціна у 86 доларів за тонну за умовою CIF відповідна терміновості контракту, його обсягам та транспортуванню до порту покупця, у вартості контракту немає ознак корупції, завищення ціни та підозрілих контрагентів. Собівартість вугілля із ПАР з доправленням до українських теплоелектростанцій, складає 110—112 доларів за тонну.

### Наслідки вторгнення 2022 року
Повномасштабне вторгнення Росії в Україну 24 лютого 2022 року призвело до спаду споживання електроенергії на 35 %. Російські війська захопили Луганську і Запорізьку ТЕС, окупували Запорізьку АЕС. Авіаційними ударами зруйновані Охтирська і Кременчуцька ТЕЦ.
Через обстріли російських військ енергетичної інфраструктури, станом на 1 червня 2022 року, знеструмлено 767 населених пунктів. Без електропостачання опинилося майже 632 тисяч споживачів.
18 травня 2022 року повністю відновлено електропостачання Київської області, яка перебувала під російською окупацією з 24 лютого по 2 квітня. Ремонтні роботи на електромережах Київської області проводилися з 3 квітня по 18 травня. За цей час відновлено 1600 км електромереж 71 високовольтну підстанцію та 2975 трансформаторних підстанцій. Компанія ДТЕК вклала 300 млн грн в першочергове відновлення електромереж Київської області, щоби повернути світло 260 тисячам споживачів. Загальна сума необхідних інвестицій для повернення електромереж до довоєнного стану становить 1 млрд грн.
25 липня 2022 року війська РФ окупували Вуглегірську ТЕС на Донеччині.
Навмисні ракетні обстріли російськими військами енергетичного устаткування України (вугільних електростанцій, ТЕЦ, гідроелектростанцій, трансформаторних підстанцій, ЛЕП) на початку жовтня 2022 року, в українській енергетичній системі сталися збої в електропостачанні. Повторні ракетні обстріли РФ цивільної енергетичної інфраструктури, призвели до аварійних вимкнень електроенергії майже по всій країні. Вже на початку листопада, на заході України почали застосовувати графіки віялових вимкнень електроенергії, але згодом українським енергетикам вдалося полагодити велику частину обладнання. Подальше вороже ракетне бомбардування 23 листопада — по Україні було випущено приблизно 90 крилатих ракет (72 збито українською ППО), спричинило ще дужче погіршення становища в енергосистемі і аварійного вимкнення напруги по всій країні, коли енергетична система України критично розбалансувалася і на чималий проміжок часу, впала. Через загальну нестачу електроенергії у мережі обсягом майже в 30% (зокрема пов'язану із зимовим похолоданням) і відсутність запасного електрообладнання (навіть у світі — особливо силових трансформаторів великої потужності), 29 листопада у «ДТЕК Мережі» що працює у Києві та області, Одесі, на Дніпропетровщині та Донеччині, підтвердили можливе вмикання електроенергії споживачам, всього по 5-6 годин на добу.
22 березня 2024 року знищено усі блоки Зміївської ТЕС.
11 квітня 2024 року Трипільська ТЕС зруйнована комбінованим ударом безпілотників та ракет РФ.
Внаслідок ударів російських ракет і дронів станом на червень 2024 року знищено 9 ГВт енергетичних потужностей України, що становить половину від пікового обсягу споживання країни зимою 2023-2024 року.

## Перспективи енергетики України
За оцінками деяких міжнародних експертів, Україна посідає перше місце в Європі за коефіцієнтом транзитності — завдяки власному як вигідному географічному положенню у центрі Європи, так і достатньо розвиненій системі наземних і водних шляхів сполучення. В перспективі створення Балто-Чорноморського союзу, використовуючи географічне розташування та можливості, Україна могла б стати країною-транзитером енергоресурсів з Азербайджану, Казахстану, Туркменістану, Іраку та Ірану до Центральної та Західної Європи. Далекосяжними, зокрема, вважаються будівництва газопроводів, передусім з Ірану та Іраку крізь Туреччину, Чорне море, Україну й далі до Європи (у даному випадку Туреччина має більше переваг (як транзитна країна) порівняно з країнами Південного Кавказу, де Росія і її «Газпром» мають досить помітний вплив). Серед можливих масштабних польсько-українських спільних проєктів, слід назвати проєкт приєднання української ГТС до європейського газового коридору «Північ — Південь», що відкрило б доступ Україні до європейського газового ринку, а також до потужностей польського LNG-терміналу поблизу Свіноуйсьце.
Що ж стосується російського впливу в українській енергетиці, то гарною відповіддю України на виклики, могла б бути диверсифікація джерел і маршрутів постачання енергоносіїв до України. Основними способами здійснення цієї мети, може бути отримання нафти і газу із регіону Каспійського моря, Центральної Азії і Близького Сходу.
Згідно повідомлення пресслужби Міністерства енергетики України від 08.04.2023 року, енергетичні відомства України та США разом за ініціативою Net Zero World розпочали готувати програму співпраці щодо розвитку українського енергетичного сектору. Програма передбачатиме також співпрацю у розвитку систем передачі електроенергії та будівництва в Україні малих модульних реакторів. Енергоатом та британська компанія Rolls-Royce SMR також підписали Меморандум про взаєморозуміння, який надасть можливості для майбутньої співпраці щодо відновлення України шляхом розгортання малих модульних реакторів.

## Міжнародна допомога
3 грудня 2024 року, міністр закордонних справ України Андрій Сибіга та державний секретар США Ентоні Блінкен підписали меморандум про взаєморозуміння щодо співпраці у забезпеченні стійкості енергетичної системи України. Ідеться зокрема про відновлення критичної інфраструктури, запровадження розподіленої генерації, реформування енергетичного сектору та сприяння післявоєнному переходу до низьковуглецевої економіки. Зазначений Міжурядовий меморандум передбачає можливість американської допомоги на суму до $825 млн.